# Rinorea acommanthera
Rinorea acommanthera és una espècie de planta amb flor que pertany a la família de les violàcies. No hi ha subespècies que figurin en el Catalogue of Life. Va ser descrita per François Gagnepain.